# Killing Machine (Tracii Guns)
Killing Machine è un album Heavy metal del 1999, primo della carriera solista di Tracii Guns.

## Tracce
1. - Kill Machine
2. - Torture Games
3. - Shitkicker
4. - People Will Die
5. - Dreams Are Nothing
6. - All Eyes Are Watching
7. - Leaving Now
8. - Unconditonal Love
9. - Will Jesus Save?
10. - I Still Love You
11. - My House
12. - Live Intro (L.A. Guns Live 1997)
13. - Sex Action (L.A. Guns Live 1997)
14. - Ain't Talkin' 'Bout Love (L.A. Guns Live 1997)

## Formazione
- Riley Baxter - voce
- Tracii Guns - chitarra
- Kent Holmes - basso
- Chuck Burns - batteria

### Altri musicisti
- Ralph Saenz - voce nelle tracce 12, 13 e 14.